# Piane Crati
Piane Crati község (comune) Olaszország Calabria régiójában, Cosenza megyében.

## Fekvése
A megye déli részén fekszi. Határai: Aprigliano, Cosenza, Figline Vegliaturo és Paterno Calabro.

## Története
A települést a 9. században alapították a szaracén portyázások elől menekülő cosenzai lakosok.

## Népessége
A népesség számának alakulása:

## Főbb látnivalói
- Palazzo Sisca
- Palazzo Serra
- Palazzo Quintieri
- Palazzo Cozza
- Palazzo Ciacco
- Palazzo Abenante
- Palazzo Barracco
- Santa Barbara-templom
- Madonna del Monte Carmelo-templom